# Yobana Hancco
Yobana Hancco Tinta (San Pedro de Putina Punco, 13 de mayo de 1987), apodada artísticamente la Reina del Folklore Sureño, es una cantante peruana, que ganó popularidad en la interpretación de huainos. 

## Biografía
Yobana Hancco Tinta nació el 13 de mayo de 1987 en el distrito de San Pedro de Putina Punco, localidad de la provincia de Sandia, Región Puno. Apostó por la música desde temprana edad , participando en diferentes concursos de canto a los 15 años y obteniendo el primer puesto en la competencia a nivel distrital de San Juan del Oro.
A los 17 años, Hancco se trasladó a Lima con el sueño de grabar su primera producción musical. Aunque la realidad, fue diferente a la que esperaba, su persistencia y talento le permitieron destacar en la escena musical, con agenda de presentaciones, copada durante el 2009 y parte del 2010, lanzo su tercer disco, acompañada de su grupo musical solista Los Amorosos del Perú.
En 2020, durante la pandemia de COVID-19, Hancco sorprendió a sus seguidores al incursionar en la cumbia peruana, con el tema «Jamás podrás olvidarme»,  demostrando su versatilidad y capacidad de reinventarse musicalmente.

## Discografía

### Álbumes de estudio
- 2024: Yobana Hancco
- 2024: Exitos de oro
- 2024: La Única Reina del Sur

### Canciones
- «Hojita verde de la coca»
- «Camino sin rumbo»
- «No me caso» (versión)
- «Amigo»
- «Clavelito» (versión)
- «Ójala»[9]
- «Tú ya no sabes querer»
- «Si te marchas, vete ya»
- «Miraditas de amor»[10]
- «Nunca me dejarás de amarme»
- «Jamás podrás olvidarme»[11][12]
- «Dime si eres feliz»
- «Homenaje a papá»
- «Recuerdos de oro»
- «Déjenme ser feliz/Amorosa palomita»